# Colossendeis tenera
Colossendeis tenera is een zeespin uit de familie Colossendeidae. De soort behoort tot het geslacht Colossendeis. Colossendeis tenera werd in 1943 voor het eerst wetenschappelijk beschreven door Hilton. 